# Acaciagaai
De acaciagaai (Zavattariornis stresemanni) is een zangvogel uit de familie Corvidae (kraaien). De vogel werd in 1938 door Edgardo Moltoni geldig beschreven en als eerbetoon vernoemd naar de Duitse dierkundige Erwin Stresemann. Het is een bedreigde, endemisch in zuidelijk Ethiopië.

## Kenmerken
De vogel is 28 cm lang. De vogel is onmiskenbaar; een typische kraai-achtige vogel, overwegend lichtgrijs met een zwarte staart en vleugels. Ook de snavel en de poten zijn zwart en de iris is bruinzwart en rond het oog een donkerblauw gekleurde naakte huid.

## Verspreiding en leefgebied
Deze komt voor in Zuid-Ethiopië. In de regio Oromia en de zone Borena in een beperkt aantal terreinen binnen een gebied dat 160 kilometer lang en 100 kilometer breed is, rond de plaatsen Yabello, Arero en Mega. Een nationaal park in Yabella is een belangrijk bolwerk voor de soort. Het leefgebied is op 1700 meter boven zeeniveau gelegen savanne met kort gras en verspreid staande bomen of struiken uit het geslacht Acacia  De vogel wordt ook aangetroffen in de buurt van menselijke nederzettingen.

## Status
De acaciagaai heeft een beperkt verspreidingsgebied en daardoor is de kans op uitsterven aanwezig. De grootte van de populatie werd in 2016 door BirdLife International geschat op tien tot twintig duizend individuen en de populatie-aantallen nemen af door habitatverlies. Het leefgebied wordt aangetast omdat het gebied geschikt wordt gemaakt voor meer intensieve beweiding zodat veetelers daar permanent kunnen wonen, in plaats van begrazing door wilde dieren of extensieve beweiding door nomaden. Om deze redenen staat deze soort als bedreigd op de Rode Lijst van de IUCN.